# Рубаха Софія Петрівна
Софія Петрівна Рубаха (2 квітня 1942, село Дідилів Кам'янка-Бузький район Львівська область — ?) — українська радянська діячка, телятниця колгоспу «Прогрес» села Дідилів Кам'янка-Бузького району Львівської області. Герой Соціалістичної Праці (4.03.1982). Депутат Львівської обласної ради депутатів трудящих 15—18-го скликання (1975—1985 роки).

## Біографія
Народилася в селянській родині. Закінчила сільську школу. Трудову діяльність розпочала колгоспницею колгоспу села Дідилів Кам'янка-Бузького району Львівської області.
З 1965 року — телятниця колгоспу «Прогрес» села Дідилів Кам'янка-Бузького району Львівської області.
Указом Президії Верховної Ради СРСР від 4 березня 1982 року за досягнення високих результатів і трудовий героїзм, виявлений у виконанні планів та соціалістичних зобов'язань по збільшенню виробництва і продажу державі сільськогосподарських продуктів у 1981 році, Софії Петрівні Рубасі присвоєно звання Героя Соціалістичної Праці з врученням ордена Леніна і золотої медалі «Серп і Молот».
Потім — на пенсії в селі Дідилів Кам'янка-Бузького району Львівської області.

## Нагороди
- Герой Соціалістичної Праці (4.03.1982)
- два ордени Леніна (4.03.1982)
- орден Жовтневої Революції (.09.1973)
- медалі